# El escuadrón azul
 El escuadrón azul  es una película argentina en blanco y negro dirigida por Nelo Cosimi que se estrenó el 24 de noviembre de 1937 y que tuvo como protagonistas a Domingo Sapelli y María Esther Podestá y contó con la dirección de diálogos de Pascual C. Salvatore.

## Sinopsis
El hijo natural de un oficial es enviado por su padre a la prisión por un robo que no cometió pero su madre terminará descubriendo la verdad.

## Reparto
Participaron del filme los siguientes intérpretes:
- Domingo Sapelli
- María Esther Podestá
- Sarita Watle
- Samuel Sanda
- Raúl Castro
- Herminia Mancini
- Juan Carlos Croharé
- Adolfo de Almeida
- Alberto Terrones
- Rafael Salvatore
- Max Citelli
- Juan Gamba
- Amalia Brian
- Hilda Salvatore
- Ángel Reyes
- Mario Catalano
- Juan Merani
- Yola Yoli
- Coro de Orfeón Catalá
- Luis D'Ábraccio

## Comentarios
La crónica del El Heraldo del Cinematografista dijo:

"Al lado de los interesantes aspectos de las maniobras militares que han sido bien fotografiadas ...presenta un argumento cursi, y vuelo dramático de trama ingenua"

Por su parte Manrupe y Portela opinan:

Cosimi retoma el tema de su filme mudo Corazón ante la ley de 1929 (con el entonces Florentino Delbene y Olga Casares Pearson) y realiza otra película rudimentaria. Se destacan sin embargo algunas escenas de maniobras mitares con la participación del Regimiento de Granaderos a Caballo.